# Polyommatinae
Los poliomatinos (Polyommatinae) son una subfamilia de lepidópteros ditrisios perteneciente a la familia Lycaenidae. Tiene una distribución mundial.

## Tribus
Se reconocen las siguientes tribus:
- Candalidini
- Lycaenesthini
- Niphandini
- Polyommatini